# Менструација
Менструација или период је циклично крварење из материце које настаје као последица овулације. Резултат овулације је и производња хормона естрогена и прогестерона који се „припремају“ за оплодњу јајне ћелије и трудноћу. Уколико оплодња изостане Графов фоликул јајне ћелије пуца, ниво хормона пада и настаје љуштење материце. Крв и ољуштено ткиво материце избацују се кроз родницу, што се назива менструација или још и мензис или месечница. Крварење обично траје око 2 до 7 дана. Менструација престаје да се јавља након менопаузе, до које долази између 45 и 55 године живота. Периоди се исто тако прекидају током трудноће и типично се не настављају током првих месеци дојења
До 80% жене извештава о постојању неког вида симптомима пре менструације. Уобичајени знаци и симптоми обухватају акне, осетљиве груди, надимање, осећај умора, иритабилност, и промене расположења. Они могу да ометају нормалан живот, због чега се квалификују као предменструални синдром, код 20 до 30% жена. Код 3 до 8%, симптоми су озбиљни.
Губитак периода, познат као аменореја, је кад се периоди не јаве до узраста од 15 година или када су одсутни 90 дана. Други проблеми са менструалним циклусом обухватају болне периоде и абнормално крварење, као што је крварење између периода или тешко крварење. Менструација код других животиња се јавља код примата (човеколиких мајмуна и мајмуна).

## Почетак и учесталост
Први менструални период се јавља након појаве пуберталног раста и назива се менарха. Просечни узраст појаве менархе је 12 до 15 година. Међутим, процес може да почне и већ у осмој години. Просечни узраст прве менструације је генерално касније у свету у развоју, и раније у развијеном свету. Просечни узраст појаве менархе се у малој мери променио у Сједињеним Државама од 1950-тих.
Менструација је највиднија фаза менструалног циклуса и њен почетак се користи као маркер између циклуса. Први дан менструалног крварења је дан који се користи за задњи дан претходног менструалног периода. Типични временски разпон између првог дана једног периода и првог дана следећег је 21 до 45 дана код младе жене, и 21 до 31 дана код одраслих (у просеку 28 дана).
Перименопауза је када плодност код жене опада, и менструација се јавља мање редовно у годинама које непосредно претходе завршном менструалном периоду, када жена престаје да менструира у потпуности и више није плодна. Медицинска дефиниција менопаузе је једна година без периода и типично се јавља при узрасту од између 45 и 55 година у Западним земљама.‍:p. 381
Током трудноће и током једног периода након порођаја, не долази до менструације; то стање је познато као аменореја. Ако се менструација не настави, плодност је ниска током лактације. Просечна дужина постпартум аменореје је дужа кад се следе извесне праксе дојења; ово се може намерно чинити као вид контроле рађања.

## Менструациони циклус
Хормони који су својствени женском телу су прогестерон и естроген, а стварају се у јајницима. У пубертету се њихова производња одвија под утицајем две супстанце. То су фоликостимулирајући хормон (ФСХ) и лутенизирајући хормон (ЛХ), који настају у хипофизи. На почетку менструалног циклуса ствара се повећана количина ФСХ што доводи до сазревања 20 јајних ћелија у јајнику. Истовремено и ЛХ улази у крвоток, долази до јајника и подстиче их да луче хормон естроген. Естроген са своје стране утиче на раст ендометријума, припрема га да прими оплођено јајашце и ствара услове за даљи развој материце и дојки у колико дође до зачећа. Под дејством ЛХ и естрогена јајна ћелија сазрева и ослобађа се, а овај процес назива се овулација. Обично се ослобађа само једна јајна ћелија, мада се може десити да се ослободи више ћелија. Ако у том случају дође до оплодње настају близанци, тројке или вишеструке трудноће.
Након овулације од фоликула у коме се јајна ћелија налазила ствара се привремена ендокрина жлезда- жуто тело – које излучује хормон прогестерон. У колико не дође до зачећа, жуто тело пропада и нестаје, а због недостатка прогестерона долази до одрубљивања ендометријума који одлази са менструалном крвљу, означавајући крај циклуса.
Менструациони циклус просечно траје 28 дана. Овулација се увек дешава 14 дана пре менструације и обично траје два до седам дана. Током менструације може доћи до болова попут стомака, главе и доњег дела леђа.

## Поремећаји менструације
- Нередовне менструације: Након прве менструације могуће је да наредних пар менструација буде нередовно све док се хормонални систем потпуно не развије. Поремећај нивоа хормона пред менопаузу такође доводи до нередовних циклуса. Емоције у великој мери могу да утичу на на хормоне који регулишу овај циклус тако да стрес може да изазове поремећај менструације. Сматра се да не постоји апсолутно редован менструални циклус (осим код жена које узимају контрацептивне пилуле).
- Изостанак менструације (аменореја): Потпуни изостанак менструације је врло редак и може имати различите узроке. Понекад химен потпуно затвара вагину и спречава изливање менструалне крви због чега долази до болова и отока. У другим случајевима изостанак је у вези са неправилним развојем материце. Изостанак такође могу да изазову: стрес, нагли губитак телесне тежине, дуготрајна обољења, цисте. Менопауза је такође разлог изостанка менструације.
- Обилне менструације (менорагије): Менструација која траје дуже од 8 дана и доводи до обилног крварења светлоцрвене боје са угрушцима сматра се поремећеном. Обично су узрок томе фибриоми-тумори материце који имају влакнасту грађу. Инфекције материце и јајовода, као и употреба интраутералних контрацептивних средстава такође могу бити узрок менорагије.
- Крварења између менструација (метрорагија): Може се јављати у различитим облицима од тачкастих до обилних крварења. Узрок овоме могу бити интраутерална контрацептивна средства, пилуле за контрацепцију, тумори грлића и материце.
- Болне менструације (дисменореја): Оне су много чешће код жена које нису рађале. Болови се обично јављају непосредно пре или на самом почетку менструације и трају један до два дана када је крварење најобилније. Ако дисменореја није последица неког обољења, онда је она изазвана прекомерном производњом простагландина. То је примарна дисменореја. Секундарна дисменореја започиње два или више дана пре добијања менструације, погоршава се током менструације и траје дуже од примарне. Узрок овом обољењу може да буде инфекција органа мале карлице или неко друго обољење па је најбоље обратити се лекару.
- ПМС (предменструални синдром): представља цикличну појаву различитих врста тегоба које се обично код жена јављају 5-10 дана пред добијање менструације. Симптоми су врло различити као и њихова учесталост. Најчешћи симптоми су: нервоза, раздражљивост, појачана психичка осетљивост, плачљивост, сталан осећај глади, надувеност, надувеност груди, појачана жеља за слаткишима. Уз њих се често јављају: акне, главобоља, грлобоља, мучнина, трапавост, осип, болови у крстима... Они нестају првог дана менструалног крварења. Не постоји конкретан лек за ПМС јер код сваке жене су проблеми индивидуални, али је утврђено да код жена које су посебно осетљиве и имају изражен ПМС помаже начин исхране. У периоду ПМС требало би избегавати кафу и све друге производе који садрже кофеин, сувише слану храну јер задржава воду у организму и појачава осећај надутости, алкохол и хладне напитке, а уносити што више воћа и поврћа и што је могуће лакшу храну. Рачуна се да више од 70% жена пате од предменструалног синдрома. Стрес је један од важних узрока и под његовим утицајем је најизраженији док су промене пре менструације готово неприметне уколико жене бораве у мирној околини.

## Утицаји на здравље
Код већине жена, разне физичке промене доводе до флуктуација нивоа хормона током менструалног циклуса. Овим су обухваћене мишићне контракције материце (менструални грчеви) које могу да претходе или прате менструацију. Неке могу да уоче задржавање воде, промене у полном нагону, умор, осетљивост дојки или мучнину. Отицање дојки и нелагодност могу бити узроковани задржавањем воде током менструације. Обично су такве сензације благе, и многе жене примећују врло мало физичких промена повезаних са менструацијом. Здрава исхрана, редукована конзумација соли, кафеина и алкохола, и редовно вежбање могу да буду ефективни видови контроле дела симптома. Озбиљни симптоми који ометају дневне активности и функционисање могу се дијагнозирати као пременструални дисфорични поремећај. Симптоми пре менструације су познати као пременструална молимина.

### Грчеви
Многе жене доживљавају болне грчеве, такође познате као дисменореја, током менструације. Бол произилази из исхемије и мишићних контракција. Спиралне артерије у секреторном ендометријуму се контрахују, што доводи до исхемије секреторног ендометријума. Ово омогућава љуштење облоге материце. Миометријум се контрахује спазмодично како би се гурнула менструална течност кроз грлић и изван вагине. Контракције су посредоване ослобађањем простагландина.
Болни менструални грчеви који су резултат прекомерног отпуштања простагландина се називају примарном дисменорејом. Примарна дисменореја обично почиње годину или две након менарха, обично са почетком овулационих циклуса. Третмани усмерени на механизам бола укључују нестероидне антиинфламаторне лекове (NSAID) и хормонске контрацептиве. NSAID класа лекова инхибира продукцију простагландина. Уз дуготрајно лечење, хормонска контрола рађања смањује количину утеринског флуида/ткива избаченог из материце. То доводи до краће, мање болне менструације. Ови лекови су типично ефективнији од третмана чија мета није извор бола (нпр. ацетаминофен). Фактори ризика за примарну дисменореју обухватају: менарху у раном узрасту, дуге и тешке менструалне периоде, пушење, и породичну историју дисменореје. Редовна физичка активност може да ограничи озбиљност материчних грчева.
За многе жене, примарна дисменореја постепено се повлачи у каснијем животном добу. Показано је да трудноћа умањује јачину дисменореја, кад се менструације наставе. Међутим, дисменореја се исто тако може наставити све до менопаузе. Код 5–15% жена са дисменорејом симптоми су довољно озбиљни да ометају дневне активности.
Секундарна дисменореја је дијагноза која се даје кад је менструациони бол секундарни узрок за други поремећај. Стања која узрокују секундарну дисменореју обухватају ендометриозу, фиброзу материце, и материчну аденомиозу. У ретким случајевима су конгениталне малформације, контрацепцијска спирала, поједини типови канцера, и карличне инфекције узроци секундарне дисменореје. Симптоми обухватају бол који се шири на кукове, доњи део леђа и бутине, мучнину и често дијареју или констипацију. Ако се бол јавља између менструалних периода, траје дуже од првих неколико дана у периоду, или није адекватно ублажен коришћењем нестероидних антиинфламаторних лекова или хормонских контрацептива, жена би требало да буде прогледана за секундарне узроке дисменореје.‍:p. 379
Када се јак карлични бол и крварење нагло јаве или погоршају током циклуса, жена или девојка треба да буде прегледана за ванматеричну трудноћу и спонтани побачај. Ова евалуација почиње тестом за трудноћу и то треба да буде урађено чим се појави неуобичајени бол, јер ванматерична трудноћа може да бите опасна по живот.
У неким случајевима, јачи физички и емоциони или психолошки осећаји могу да ометају нормалне активности, и да доведу до менструационог бола (дисменореје), мигренских главобоља, и депресије. Дисменореја или јак матерични бол је посебно често заступљен код младих жена (једна студија је утврдила да 67,2% девојака узраста 13–19 доживљава тај бол).
Лекови из нестероидне антиинфламаторне класе се обично користе за олакшавање менструалних грчева. Познато је да неки биљни чајеви такође могу да помогну.

### Расположење и понашање
Неке жене доживљавају емотивне поремећаје почевши од једне или две недеље пре свог периода, и то престаје убрзо након почетка периода. Симптоми могу да обухватају менталну напетост, раздражљивост, емоционалну лабилност, и налете плакања. Може доћи до проблема са концентрацијом и меморијом. Исто тако се могу јавити депресија или стрепња. Ово је део предменструалног синдрома и процењује се да се јавља код 20 до 30% жена. Код 3 до 8% ове појаве су веома јако изражене.
Озбиљнији симптоми анксиозности или депресије могу бити знаци пременструалног дисфоричног поремећаја. У ретким случајевима код подложних особа менструација може да буде подстицај за менталну психозу.
Екстремни психолошки стрес исто тако може да узрокује периоде заустављања менструације.